# Carlos Liscano
Carlos Liscano Fleitas (Montevideo, 18 de marzo de 1949-Montevideo, 25 de mayo de 2023) fue un escritor, dramaturgo, traductor, periodista y artista plástico uruguayo. Fue director de la Biblioteca Nacional de Uruguay entre marzo de 2010 y abril de 2015.

## Biografía
En su juventud integró el MLN (movimiento Tupamaro), movimiento de guerrilla armada. Fue preso político durante 13 años (1972-1985), período en el cual comenzó a escribir. Tras ser liberado, al fin de la dictadura cívico militar uruguaya (1973 y 1985), viajó a Suecia, país en el que residió hasta junio de 1996, en que volvió a su país. Desde entonces vivió en Montevideo. En Suecia trabajó como limpiador en un hospital psiquiátrico, profesor de español y de matemáticas, y como traductor del sueco al español. Desde allí comenzó a editar sus primeros trabajos de narrativa y poesía. Publicó narrativa, teatro, poesía, ensayo, historietas y libros de dibujos.
Cuando regresó a su país trabajó para Brecha y El País Cultural. Ejerció docencia en la Universidad ORT Uruguay, trabajó para la editorial Trilce y coordinó talleres literarios. En 2009 fue nombrado viceministro de Cultura por el presidente Tabaré Vázquez. Desde marzo de 2010, designado por el presidente José Mujica, ocupó la dirección de la Biblioteca Nacional de Uruguay. En abril de 2015 fue cesado en este último cargo tras una polémica con la ministra de Educación y Cultura María Julia Muñoz.
Fue Presidente del (Consejo de Derechos de Autor) entre 2013 y 2015, cargo al que renunció tras un incidente con la ministra de Educación y Cultura María Julia Muñoz y que hizo que ésta tramitara su remoción de la Biblioteca Nacional. 
Durante su gestión al frente de la Biblioteca Nacional, produjo una importante transformación de la institución en su infraestructura edilicia y tecnológica. Además promovió la búsqueda e incorporación al acervo de archivos de escritores e intelectuales uruguayos. Promovió y revitalizó la investigación mediante la reestructura y fortalecimiento del Departamento de Investigaciones y Archivos Literarios. Esto se tradujo en la construcción de redes con universidades y centros de investigación de todo el mundo, y en la edición de publicaciones originales altamente apreciadas en el ámbito científico por su excelencia y originalidad.
Fue socio fundador de la Casa de los Escritores del Uruguay, de la que fue su primer presidente.
Sus obras de teatro han sido representados en Francia, Canadá, Estados Unidos, México, Costa Rica, Colombia, Argentina, España y Suecia. 
Ha sido reconocido con los premios Serena Foglia, Intendencia Municipal de Montevideo, Ministerio de Educación y Cultura y Bartolomé Hidalgo y la Orden de Caballero de las Artes y las Letras del Gobierno de Francia. 
Sus obras han sido traducidas al inglés, alemán, italiano, portugués, árabe y francés (en el caso de Vida del cuervo blanco fue editada por primera vez en esta lengua por la editorial Belfond, para lo que hubo que traducirla de su lengua original).
Su obra ha sido especialmente atractiva para la crítica, que ha producido gran cantidad de trabajos sobre ella incluyendo siete tesis de doctorado y cuatro de maestría y licenciatura en Uruguay, Francia, Argentina y Brasil.

## Obra publicada
Establecida por Carina Blixen, María Carmen Gabarró y Mónica Cardoso. Colaboración y revisión de Ignacio Bajter.
- El método y otros juguetes carcelarios, Estocolmo, Författares Bokmaskin, 1987.
- Memorias de la guerra reciente, Estocolmo, Salto Mortal/Författares Bokmaskin, 1988; Santiago de Chile, Editora Emisión, 1991; Montevideo, Trilce, 1993.
- Souvenirs de la guerre récente, traducción de Jean-Marie Saint-Lu, París, Belfond, 2007; París, 10/18, 2009.
- ¿Estará no más cargada de futuro?, Montevideo, Vintén Editor, 1989.
- Agua estancada y otras historias, Montevideo, Arca, 1990.
- La mansión del tirano, Montevideo, Arca, 1992; edición anotada por el autor, Montevideo, Argumento, 2011.
- «Uno no puede ir a trabajar después de una noche así» en Hombres de mucha monta. 23 narraciones eróticas de machos uruguayos. Montevideo, Arca, 1993.
- El camino a Ítaca, Montevideo, Cal y Canto, 1994 y 1997; Barcelona, Montesinos, 2000.
- La route d’Ithaque, traducción de Jean-Marie Saint-Lu, París, Belfond, 2005; París, 10/18, 2006.
- El charlatán, Montevideo, Cal y Canto, 1994.
- Pa gränsen. La vida al margen, versión bilingüe sueco-español, traducción de Lena Skogström, Estocolmo, ABF, 1994.
- Miscellanea observata, Montevideo, Cal y Canto, 1995.
- Porträtt av ett par. Retrato de pareja, versión bilingüe sueco-español, traducción de Sven Dahlin, Estocolmo, ABF, 1995.
- El Informante y otros relatos, Montevideo, Trilce, 1997.
- Le Rapporteur et autres récits, traducción de Jean-Marie Saint-Lu, París, 10/18, 2005.
- Ma famille en Cinq pièces d’Amérique latine, traducción de Françoise Thanas, Éditions Théâtrales, París, 1999.
- La meva familia; L’informant, traducción de Maria Carme Gabarró, Barcelona, AADPC, 2000.
- Ma famille, traducción de Françoise Thanas, París, Éditions Théâtrales, 2001.
- Changement du style, traducción de Françoise Thanas, Éditions du Théâtre, París, 1999.
- La subvention, traducción de Françoise Thanas, Éditions Terres de Jeux, Nº 1, Gare au Théâtre, París, 1999.
- Les nigauds en Petites pièces d’auteurs - 2, traducción de Françoise Thanas, Éditions Théâtrales, París, 2000.
- El lenguaje de la soledad, Montevideo, Cal y Canto, 2000.
- La ciudad de todos los vientos, Montevideo, Planeta, 2000.
- Teatro, Montevideo, Ediciones del caballo perdido, 2001 y 2008.
- El furgón de los locos, Montevideo, Planeta, 2001; Montevideo, Planeta [edición de bolsillo], 2007.
- O furgão dos loucos, traducción de Hugo Adrian Martinez, São Paulo, Editora Garçoni, 2003.
- Truck of Fools, traducción de Elizabeth Hampsten, Nashville, Vanderbilt University Press, 2004.
- Le fourgon des fous, traducción de Jean-Marie Saint-Lu, París, Belfond, 2006; París, 10/18, 2008.
- El furgón de los locos [en árabe, edición pirata], ¿Líbano?, 2011.
- El furgón de los locos [en árabe, edición pirata], ¿Siria?, 2011.
- La sinuosa senda, Montevideo, Ediciones del caballo perdido, 2002.
- Un hombre que trabaja y cumple con su deber en El diván, 25 autoconfesiones, Ediciones El Milagro, México, 2003.
- Conversaciones con Tabaré Vázquez, Montevideo, Ediciones del caballo perdido, 2003; Buenos Aires, Colihue, 2004.
- Ejercicio de impunidad. Sanguinetti y Batlle contra Gelman, Montevideo, Ediciones del caballo perdido, 2004;
- Ejercicio de impunidad: el caso Gelman, Buenos Aires, Distal, 2009.
- L’impunité des bourreaux, traducción de Françoise Thanas, París, Bourin Éditeur, 2007.
- Lengua curiosa, Montevideo, Ediciones del caballo perdido, 2003.
- Soy el tarumba les presento es al ñudo rempujar. Monólogo de mi socio Carlos Liscano, Montevideo, Ediciones del caballo perdido, 2003.
- Le rapporteur, traducción de Françoise Thanas, en Uruguay. Écritures dramatiques d’aujourd’hui, Editions Indigo, París, 2005.
- Nulla dies sine linea, Montevideo, Ediciones del caballo perdido, 2006.
- El escritor y el otro, Montevideo, Planeta, 2007.
- L’écrivain et l’autre, traducción de Jean-Marie Saint-Lu, París, Belfond, 2010; París, 10/18, 2010.
- Lo scrittore e l’altro, traducción de Gianfranco Pecchinenda, S. Angelo in Formis/Villa d’Agri, 2011.
- El escritor y el otro [en árabe], Kalima Project for Translation/Abu Dhabi Authority for Culture and Heritage, Abu Dhabi, 2011.
- Juego de manos, Buenos Aires, Galería Riva Zucchelli, 2008.
- Manuscritos de la cárcel, edición de Fatiha Idmhand (coordinadora), Montevideo, Ediciones del caballo perdido, 2010.
- La libreta negra, Montevideo, Ediciones del caballo perdido, 2011.
- Le lecteur inconstant suivi de Vie du corbeau blanc, París, Belfond, 2011. Traducción de Jean-Marie Saint-Lu y Martine Breuer.
- Oficio de ventriloquia 1. Relatos 1981-2011, Montevideo, Planeta, 2011.
- Oficio de ventriloquia 2. Relatos 1981-2011, Montevideo, Planeta, 2011.
- "Carlos Liscano. Ficções do eu ficções do outro" coordinado por Liliana Reales y Roberto Ferro, Florianópolis, Editorial: Cultura e Barbárie,  2013.
- Libreta de Cuero, Montevideo, Ediciones del caballo perdido, 2014.
- Viaje a la Noche, Montevideo, Editorial Yaugurú, 2014.
- El Tarumba en viva el pollo, Montevideo, Editorial Yaugurú, 2014.
- Escritor Indolente, Montevideo, Irrupciones Grupo Editor, 2014.
- Vida del cuervo blanco, Montevideo, Planeta, 2015.
- Apuntes de la cárcel, Montevideo, Ediciones del caballo perdido, 2016.
- El escritor y el otro, Montevideo, Planeta, Edición de bolsillo, 2016.
- Los orígenes, Montevideo, Fin de Siglo, 2019.
- Teatro. La mia famiglia- Cambio di stile- Problemi della signora Macbeth- L'uomo del fucile, Palermo- Italia, Edizzioni della Assenza, 2022.
- Il lettore erratico- L'informatore, Palermo-Italia, Edizzioni della Assenza, 2022.
- Verso Itaca, Palermo-Italia, Edizzioni della SAssenza, 2022.
- Cuba, de eso mejor ni hablar, Montevideo, Fin de Siglo, 2022.
- La impunidad y su relato. El caso Mariana Mota, Montevideo, Planeta, 2022, en coautoría con Mónica Cardoso
- 74 Cuerpo enfermo, Montevideo, Ediciones del Caballo Perdido, 2023.
- Esperando a los tártaros, Montevideo, Fin de Siglo, 2023.
- Mejor no escribas, Montevideo, Planeta, 2023.

### Traducciones
- Tu momento en la tierra, de Vilhem Moberg. Montevideo, Cal y Canto, 1995.
- Swedenborg, explorador de la naturaleza y del espíritu. Su obra y sus seguidores, de Inge Jonsson y Olle Hjern. España, Qüásyeditorial, 1996.
- El padre y La Señorita Julia en Los camaradas; El padre; La Señorita Julita; Acreedores, de August Strindberg. Buenos Aires, Losada, 2007.
- El padre y La Señorita Julia, de August Strindberg. Buenos Aires, Losada, 2011.
- La más fuerte en Paria; Simun; La más fuerte; Debe y haber; El primer aviso; Ante la muerte; Amor de madre; El vínculo; Jugar con fuego; Crímenes y crímenes, de August Strindberg. Buenos Aires, Losada, 2011.

### Manuales para la enseñanza del español
- 1991, Español Estocolmo, ABF.
- 1993, 101 ejercicios de español, Estocolmo, ABF.
- 1994, 101 ejercicios elementales, Estocolmo, Bonniers.
- 1996, 102 ejercicios de español, Estocolmo, Bonniers.
- 1996, Español Uno, Estocolmo, ABF.
- 1997, Español jugando, Estocolmo, Bonniers.

## Premios y reconocimientos
- 1989, Recibe la beca de un año para escritores del Fondo de Escritores de Suecia.
- 1989, ¿Estará no más cargada de futuro?, Mención en el Concurso de Poesía de la Intendencia de Montevideo.
- 1989, Memorias de la guerra reciente, Premio Serena Foglia.
- 1991, Agua estancada y otras historias, segundo premio del Concurso de Narrativa de la Intendencia de Montevideo.
- 1991, Recibe la beca para traductores del Fondo de Escritores de Suecia.
- 1992, Agua estancada y otras historias, premio Bartolomé Hidalgo de la Cámara uruguaya del Libro.
- 1993, Penúltima tesis (inédito), mención en el Concurso de Teatro de la Intendencia de Montevideo.
- 1993, El Charlatán, mención en el Concurso de Narrativa de la Intendencia de Montevideo.
- 1993, Premio de la Ciudad de Estocolmo por los aportes hechos a la educación popular.
- 1993, Beca de dos años para escritores del Fondo de Escritores de Suecia.
- 1995, El camino a Ítaca, segundo premio de narrativa del Ministerio de Educación y Cultura.
- 1995, Finalista en el concurso de cuentos Juan Rulfo.
- 1997, Mi familia, primer premio de teatro de la Intendencia Municipal de Montevideo. 1996. Fue seleccionada por la Comedia Nacional para integrar su programa.
- 1996, Miscellanea observata, segundo premio de poesía del Ministerio de Educación Cultura.
- 1998, El informante, tercer premio de narrativa del Ministerio de Educación y Cultura.
- 2000, La sinuosa senda, premio de Poesía Inédita de la Intendencia de Montevideo.
- 2000, La sinuosa senda, primer premio de Poesía Inédita Ministerio de Educación y Cultura
- 2000,  Premio Bartolomé Hidalgo de la Cámara Uruguaya del Libro a la obra realizada.
- 2000, El furgón de los locos, primer premio Ministerio de Educación y Cultura.
- 2002, Teatro, primer premio Ministerio de Educación y Cultura.
- 2008, Ma Famille Premio del Público en el Festival de teatro de Lieja.
- 2013, Le otorgan la Orden de Caballero de las Artes y las Letras del Gobierno de Francia.
- 2022, Premio Bartolomé Hidalgo de la Cámara Uruguaya del Libro a la trayectoria.[3]
- 2023, Premio Morosoli Medalla Homenaje del Fundación Lolita Ruibal

## Exposiciones de la obra visual
- 2008, Galería Riva Zaccelli. Muestra indivdual: juego de manos. Buenos Aires.
- 2015, Centro Cultural Fundación Unión. Muestra individual. Montevideo.
- 2019, Embajada de Francia. Muestra individual: La libreta interminable.  Montevideo.